# Staniszcze Małe
Staniszcze Małe is een dorp in de Poolse woiwodschap Opole. De plaats maakt deel uit van de gemeente Kolonowskie en telt ca. 700 inwoners.